# Pherotesia condensaria
Pherotesia condensaria là một loài bướm đêm trong họ Geometridae.